# ساواهلونتو
ساواهلونتو (به لاتین: Sawahlunto) یک منطقهٔ مسکونی در اندونزی است که در سوماترای غربی واقع شده‌است.
 ساواهلونتو ۲۷۳٫۴۵ کیلومتر مربع مساحت و ۶۲٬۷۷۹ نفر جمعیت دارد.